# Mario Kart: Super Circuit
Mario Kart: Super Circuit (マリオカートアドバンス?, Mario Kāto: Adobansu) è un videogioco sviluppato da Intelligent Systems e pubblicato nel 2001 da Nintendo per Game Boy Advance. È il primo simulatore di guida sviluppato per console portatile.
Terzo  titolo della serie di videogiochi Mario Kart, che è parte del più ampio franchise di Mario, in questo gioco i giocatori si affrontano in gare di go-kart utilizzando oggetti per ostacolare gli avversari e raggiungere il traguardo.
Il gioco è stato uno dei titoli distribuiti gratuitamente per Nintendo 3DS ai partecipanti del Programma Fedeltà. Una conversione di Mario Kart: Super Circuit per Wii U è stata successivamente pubblicata su Virtual Console.

## Personaggi
Come il suo predecessore Mario Kart: Super Circuit ha 8 personaggi giocabili. Se si gioca in più giocatori con una sola cartuccia di gioco, tutti useranno Yoshi, ognuno di colore diverso.
| Pilota      | Velocità | Peso |
| ----------- | -------- | ---- |
| Mario       | 3/5      | 3/5  |
| Luigi       | 3/5      | 3/5  |
| Peach       | 5/5      | 1/5  |
| Toad        | 5/5      | 1/5  |
| Yoshi       | 4/5      | 2/5  |
| Donkey Kong | 2/5      | 4/5  |
| Wario       | 2/5      | 4/5  |
| Bowser      | 1/5      | 5/5  |

## Trofei e circuiti
Mario Kart: Super Circuit contiene 40 piste divise in 10 coppe da 4 circuiti ciascuna. Le prime 5 coppe contengono piste nuove e sono disponibili in maniera predefinita ad eccezione del Trofeo Speciale, reso disponibile solo alla vittoria delle rimanenti quattro competizioni. Le altre 5 (dette coppe extra) contengono le piste di Super Mario Kart e vengono sbloccate dal giocatore in base alla propria performance (ossia all'insieme dei piazzamenti, monete raccolte e classe di peso) nelle coppe normali. Nei giochi successivi della serie il nome di alcune piste viene modificato. Broken Pier non ha un nome italiano ufficiale.

### Coppe normali
| Trofeo Fungo             | Trofeo Fiore         | Trofeo Tuono                 | Trofeo Stella        | Trofeo Speciale      |
| ------------------------ | -------------------- | ---------------------------- | -------------------- | -------------------- |
| Circuito di Peach        | Circuito di Mario    | Circuito di Luigi            | Terra delle nevi     | Parco Lungolago      |
| Spiaggia del Tipo timido | Lago di Boo          | Giardini dei cieli           | Strada del fiocco    | Broken Pier          |
| Parco lungofiume         | Terra del formaggio  | Isola di Cheep Cheep         | Deserto di Yoshi     | Castello di Bowser 4 |
| Castello di Bowser 1     | Castello di Bowser 2 | Riserva naturale al tramonto | Castello di Bowser 3 | Pista Arcobaleno     |

### Coppe extra
| Trofeo Fungo Extra   | Trofeo Fiore Extra  | Trofeo Tuono Extra   | Trofeo Stella Extra  | Trofeo Speciale Extra |
| -------------------- | ------------------- | -------------------- | -------------------- | --------------------- |
| Circuito di Mario 1  | Circuito di Mario 2 | Castello di Bowser 2 | Lago Vaniglia 1      | Spiaggia Koopa 2      |
| Pianura Ciambella 1  | Cioccoisola 1       | Circuito di Mario 3  | Castello di Bowser 3 | Valle Fantasma 3      |
| Valle Fantasma 1     | Valle Fantasma 2    | Spiaggia di Koopa 1  | Circuito di Mario 4  | Lago Vaniglia 2       |
| Castello di Bowser 1 | Pianura Ciambella 2 | Cioccoisola 2        | Pianura Ciambella 3  | Pista Arcobaleno      |

## Il mini turbo
Il mini turbo è la tecnica che caratterizza la saga di Mario Kart. Si tratta sostanzialmente di una piccola accelerazione del kart.
Il modo per ottenerla e trarne vantaggio è differente ad ogni episodio; in Mario Kart: Super Circuit si ottiene derapando ininterrottamente per un certo tempo. È possibile cambiare direzione durante la derapata e caricare ugualmente il mini turbo a patto che in nessun momento il gioco rilevi che la croce direzionale è in posizione neutra, pena il mancato sprigionamento dell'accelerazione.